# Rhinolophus hilli
Rhinolophus hilli är en fladdermusart som ingår i släktet Rhinolophus och familjen hästskonäsor. Catalogue of Life anger inga underarter.

## Beskrivning
Fladdermusen har mjuk, ullig och lång (13 till 15 mm på mitten av ovansidan) päls som är mörkbrun över hela kroppen. Vingarna är mörkgrå, de medelstora öronen är spetsiga. Som alla hästskonäsor har arten flera hudflikar kring näsan; dessa är stora hos denna art. Flikarna brukas för att rikta de överljudstoner som används för ekolokalisation. Till skillnad från andra fladdermöss som använder sig av överljudsnavigering produceras nämligen tonerna hos hästskonäsorna genom näsan, och inte som annars via munnen. Underarmslängden (som styr vingbredden) är omkring 5 cm, kroppslängden är drygt 9 cm inklusive den omkring 3 cm långa svansen, och vikten är omkring 16 g.

## Utbredning
Rhinolophus hilli är endemisk till Rwanda, där den endast förekommer i två lokaler i Nyunwe nationalpark på 8 km avstånd från varandra. Undersökningar i området har inte avslöjat några andra förekomster.

## Ekologi
Arten är relativt nyupptäckt och mycket sällsynt; litet är därför känt om dess biologi. Den är emellertid nattaktiv, och antas ha sin daglega i grottor och liknande habitat. Arten förekommer i fuktiga bergsskogar mellan 1 750 och 2 520 meters höjd.

## Bevarandestatus
IUCN listar den som akut hotad ("CR"), och populationen minskar. Skälet till klassificeringen är dess mycket begränsade utbredningsområde, dettas geografiska minskning, och den minskade tillgången på föda. Främsta hoten är habitatförlust på grund av virkesavverkning och uppodling, samt jakt i daglegorna på grund av att arten är eftertraktad som föda.